# Saint-Ouen-sous-Bailly
Saint-Ouen-sous-Bailly é uma comuna francesa na região administrativa da Normandia, no departamento de Sena Marítimo. Estende-se por uma área de 5,24 km². Em 2010 a comuna tinha 229 habitantes (densidade: 43,7 hab./km²).